# Eragrostis articulata
Eragrostis articulata är en gräsart som först beskrevs av Franz von Paula Schrank, och fick sitt nu gällande namn av Christian Gottfried Daniel Nees von Esenbeck. Eragrostis articulata ingår i släktet kärleksgrässläktet, och familjen gräs. Inga underarter finns listade i Catalogue of Life.